# Nastanthus chubutensis
Nastanthus chubutensis är en calyceraväxtart som beskrevs av Carlos Luis Spegazzini. Nastanthus chubutensis ingår i släktet Nastanthus och familjen calyceraväxter. Inga underarter finns listade i Catalogue of Life.